# Senboku
Senboku (仙北市; -shi) é uma cidade japonesa localizada na província de Akita.
Em 2008 a cidade tinha uma população estimada em 30 542 habitantes e uma densidade populacional de 26,50 h/km². Tem uma área total de 1 093,64 km².
A cidade foi criada em 20 de Setembro de 2005 em resultado da fusão das vilas de Kakunodate, Tazawako e Nishiki.